# Condenseur (séparation)
Pour les articles homonymes, voir condenseur.

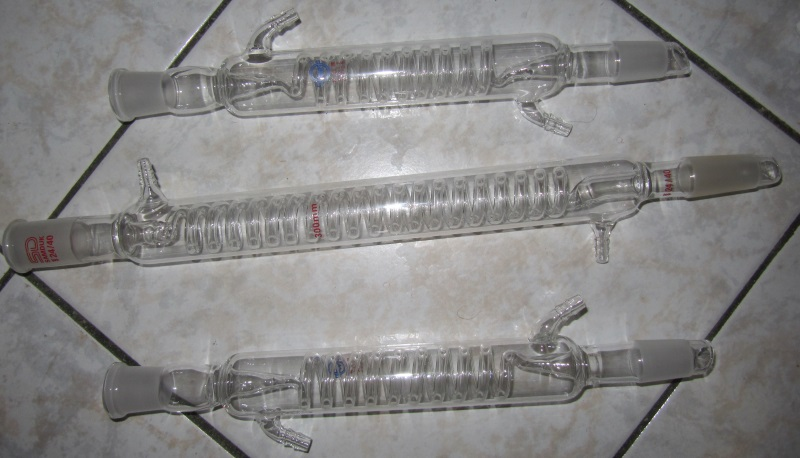
Deux condenseurs graham de 200 mm et un troisième de 300 mm, en verre

Un condenseur est un appareil dont la fonction principale est de liquéfier (ou condenser) de la vapeur, c'est-à-dire la faire passer d'un gaz à un liquide, au moyen d'une surface froide ou d'un échangeur thermique, maintenu froid par la circulation d'un fluide réfrigérant. La chaleur latente du corps est transférée dans le fluide réfrigérant, ce qui consiste en un changement de phase à température constante. Le fluide réfrigérant est choisi en fonction du débit de gaz ou de vapeur à condenser et de sa température de condensation, par exemple l'air, l'eau ou une saumure.

## Cas particulier
Le fluide à condenser est soit un corps pur, soit un mélange. 
En présence de gaz incondensables ou en cas de sous-dimensionnement du condenseur, la condensation n'est pas complète et une quantité de vapeur sera évacuée sous forme gazeuse à la sortie du condenseur.
Un IC — condenseur de secours — ou double IC est présent dans le système de refroidissement de secours de certains réacteurs de centrales nucléaires, et le cas échéant pour le refroidissement de la piscine de désactivation (dont centrale nucléaire de Fukushima Daiichi au Japon, la vapeur à condenser peut être à la fois à très haute-pression et hautement radioactive. Lors de l'accident nucléaire de Fukushima, le système pouvait fonctionner sans électricité, mais certaines vannes devaient être ouvertes à la main en cas de panne de courant ; la manœuvre a été exécutée trop tardivement pour le réacteur no 1.

## Typologies de condenseurs

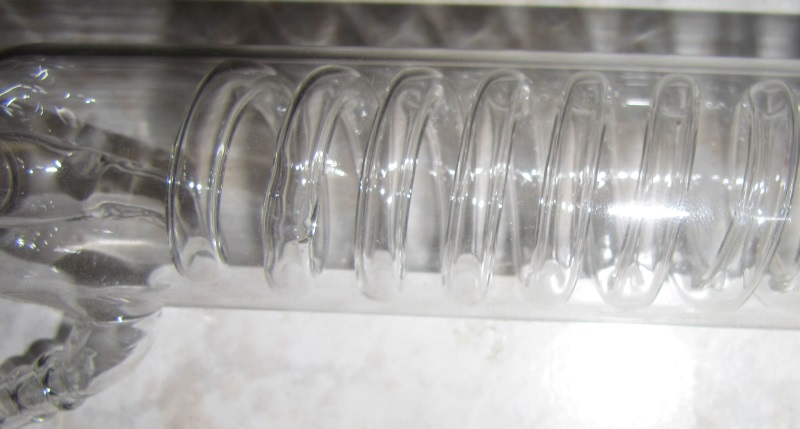
Condenseur à fluide séparés (modèle graham). La spirale interne permet un circuit qui n'est jamais en contact avec le circuit externe.

Il en existe deux grandes familles :
- condenseurs à fluides séparés, sans contact entre la vapeur et le fluide réfrigérant ;
- condenseurs à contact direct entre le mélange de la vapeur à condenser et le fluide réfrigérant.

## Principes de fonctionnement
Les condenseurs sont souvent des échangeurs de chaleur à calandre et faisceau tubulaire.
La condensation se fait presque systématiquement dans la calandre. 
On utilise généralement des tubes d'un centimètre de diamètre et de longueur comprise entre deux et six mètres, avec un pas triangulaire ou un pas carré.
Un des critères pour ces choix est souvent la perte de charge, surtout pour des appareils travaillant à pression réduite.
Dans le cas d'une pompe à chaleur, le fluide frigorigène, après avoir emmagasiné de la chaleur et s'être évaporé dans l'évaporateur, circule dans un circuit fermé. Ensuite, il passe à proximité d'une source plus fraîche (air, sol ou eau) et ainsi se condense pour refaire un cycle.
Cet échangeur de chaleur permet la condensation du fluide frigorigène. Ce phénomène exothermique permet de restituer de la chaleur au médium (eau, air...), donc de le réchauffer. C'est par exemple le cas dans une chaudière à condensation.